# Palazzo De Carolis

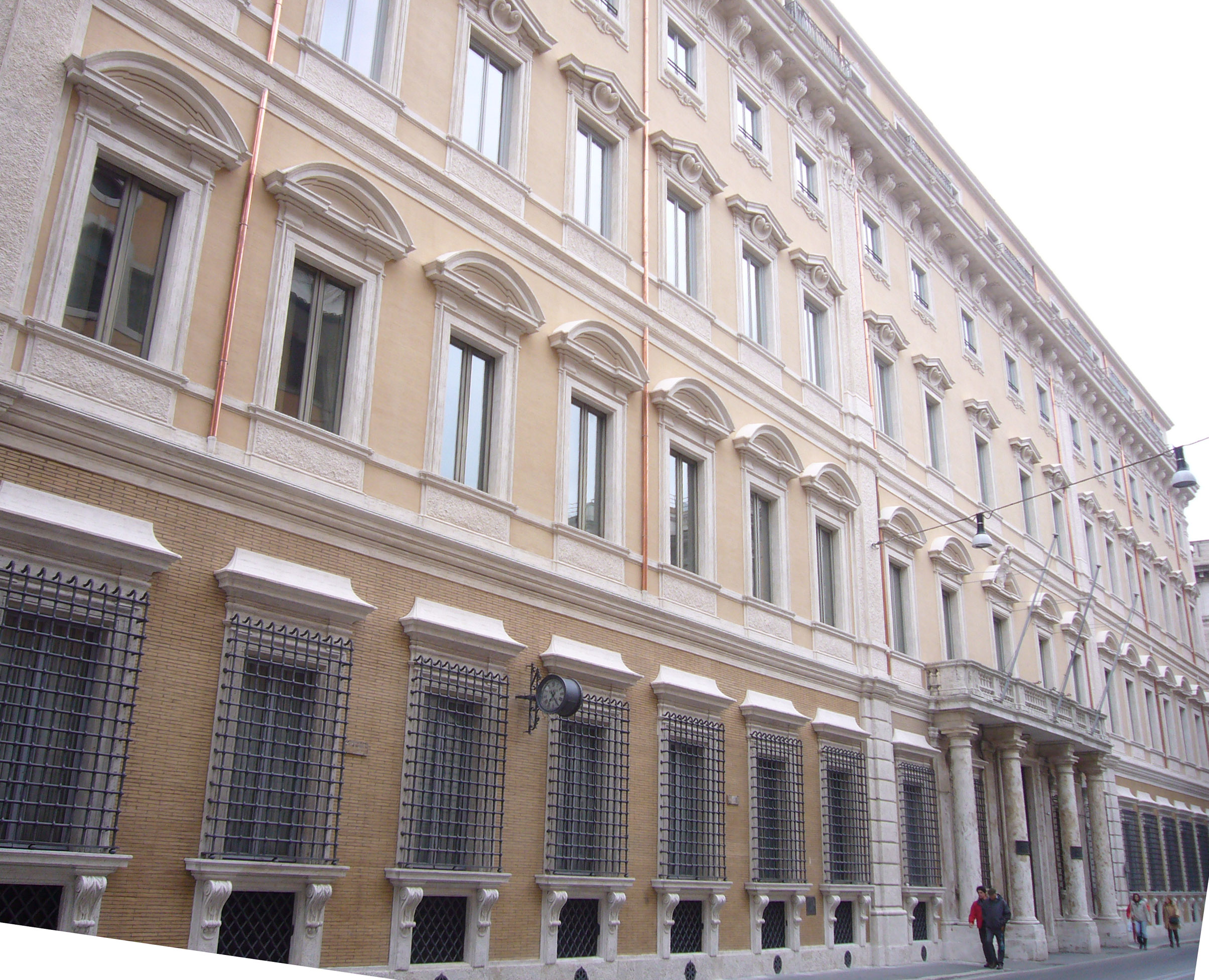
Fachada do palácio na Via del Corso.

Palazzo De Carolis, conhecido também como Palazzo Simonetti, é um palácio localizado no número 307 da Via del Corso, no rione Pigna, perto da igreja de San Marcello al Corso.

## História
O palácio deve o seu nome a Livio De Carolis, um ambicioso e rico comerciante transformado em nobre pelo papa Bento XIII, que lhe conferiu o título hereditário de marquês de Prossedi. No período de uma década, no início do século XVIII, De Carolis adquiriu um vasto terreno com edifícios menores de frente para a igreja de San Marcello, e encarregou o arquiteto Alessandro Specchi de construir uma luxuosa residência. A obra, iniciada em 1714, assumiu sua aparência definitiva por volta de 1724. O novo marquês não poupou despesas para decorar o interior, contratando pintores famosos como Andrea Procaccini, Benedetto Luti, Giovanni Paolo Pannini, Francesco Trevisani, Giovanni Odazzi, Domenico Muratori e Sebastiano Conca. O objetivo do palácio era servir como um cartão de visitas para a obtenção de importantes cargos públicos que permitiriam o retorno do investimento, mas isto não ocorreu pois os herdeiros de Livio, sufocados por dívidas, foram obrigados a vender o edifício em 1748 para a Companhia de Jesus. Depois de uma perícia e um inventário das obras no imóvel sob a liderança do arquiteto Luigi Vanvitelli, o edifício passou a ser alugado para personagens ilustres. Em 1794, o edifício foi adquirido pelo marquês Giuseppe Simonetti.
Entre 1830 e 1908, o palácio, que havia sido também a sede da Embaixada da França, foi propriedade pelos Boncompagni Ludovisi. O príncipe Baldassare Boncompagni escreveu ali a sua "Tipografia delle Scienze Matematiche e Fisiche" e ali juntou uma notável biblioteca científica, até então dispersa. No balcão central, os Ludovisi construíram, em 1845, um "bussolotto", uma espécie de varanda de madeira com persianas que garantia a discrição dos que assistiam aos eventos realizados na Via del Corso, especialmente os desfiles carnavalescos e a famosa Corsa dei barberi — quase todos os palácios nobres na via tinham um. Depois que o novo rei da Casa de Saboia proibiu a Corsa em 1878, muitos deles foram demolidos e os edifícios foram restaurados. Atualmente restam pouquíssimos e o único ainda reconhecível e em boas condições é o do Palazzo Bonaparte.
O Palazzo De Carolis foi vendido em 1908 ao Banco di Roma, ainda hoje o proprietário (Unicredit Banca di Roma). Por conta disto, o imóvel foi reestruturado para abrigar escritórios do banco com base num projeto do arquiteto Pio Piacentini, que criou um novo piso no último andar (ático) e adaptou vários ambientes em estilo art nouveau. O grande pátio interno, onde o príncipe Ignazio Boncompagni Ludovisi havia mandado colocar, em 1893, uma inscrição (ainda no local) para lembrar o fato de o palácio ter sido atingido por uma bala de canhão disparada pelos franceses de Charles Oudinot durante o cerco de Roma de 1849 (um evento similar ocorreu no Palazzo Colonna, onde a bala ainda está incrustada na parede da entrada do Salão de Honra), foi coberto e transformado no salão da agência bancária no local.

## Descrição

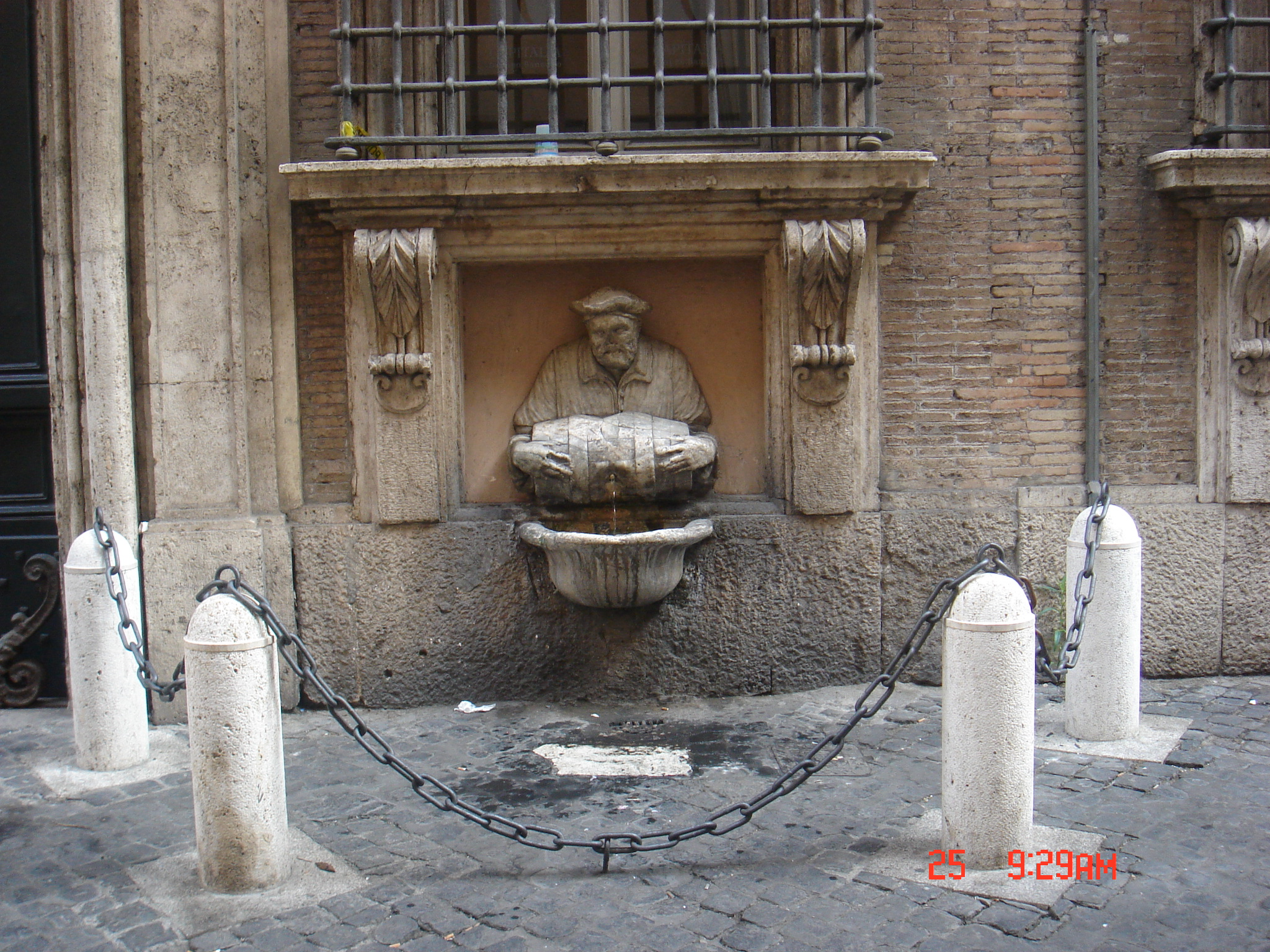
Fontana del Facchino, na fachada direita do palácio, na Via Lata.

A fachada na Via del Corso, repartida por lesenas, tem quatro pisos mais o ático. No térreo estão dezesseis janelas proeminentes com arquitraves e gradeadas acima de outras tantas pequenas janelas do piso semi-subterrâneo. No centro, quatro colunas dóricas sustentam a varanda do piso nobre e enquadram o portal principal, encimado por uma cabeça feminina. O piso nobre também conta com dezesseis janelas, com três portas-janelas na varanda. Elas estão encimadas por tímpanos curvos e, no caso da janela central, pelo brasão do Banco di Roma. No segundo piso, os tímpanos das janelas estão adornados por pequenas conchas e, no terceiro, as janelas são menores e emolduradas. Terminando a fachada está um belo beiral decorado com rosetas e cabeças de leão e sustentado por mísulas entre as quais estão elementos heráldicos da família Boncompagni Ludovisi. O ático mais acima apresenta portas-janelas simples com pequenos balcões.
As esquinas, rusticadas no piso térreo, são formadas por lesenas com elementos curvilíneos. Numa delas ficou por muito tempo a Fonte do Facchino de Jacopo Del Conte. Alimentada pela Água Virgem e uma das seis estátuas falantes de Roma, foi levada em 1872 para a lateral direita do palácio na Via Lata, provavelmente para protegê-la do tráfego e do vandalismo.
No interior permaneceu quase intacta a escada helicoidal decorada com colunas dóricas gêmeas projetada por Alessandro Specchi.